# Musashi (kickboxer)
Musashi (em japonês:  武蔵, Sakai, 17 de outubro de 1972) é um ex-kickboxer e carateca profissional japonês. Ele foi 4 vezes campeão do torneio do K-1 Japão, é ex-campeão peso-pesado de Muay Thai pela WAKO, e foi duas vezes vice-campeão do K-1 World Grand Prix (2003 e 2004).